# Cymothoe electrinos
Cymothoe electrinos är en fjärilsart som beskrevs av Birket-smith 1960. Cymothoe electrinos ingår i släktet Cymothoe och familjen praktfjärilar. Inga underarter finns listade i Catalogue of Life.